# Guido Girardi Brière
Guido Girardi Brière (Santiago, 17 de noviembre de 1934) es un médico cirujano y político chileno, militante del Partido por la Democracia (PPD). Entre 2006 y 2010 fue diputado por el distrito N.° 18 de la Región Metropolitana.
Es padre de los también políticos, Dino, Guido y Cristina Girardi.

## Biografía

### Primeros años y familia
Nació el 17 de noviembre de 1934, en Santiago. Es hijo de Treviso Girardi y de la inmigrante francesa Andrée Brière.
Está casado con Rosa Eugenia Lavín Araya y son padres de cuatro hijos: Guido Girardi Lavín, diputado (períodos 1994-1998, 1998-2002 y 2002-2006), y senador (períodos 2006-2014 y 2014-2022); Cristina Girardi Lavín, alcaldesa por la Municipalidad de Cerro Navia (períodos 1997-2000, 2001-2004 y 2005-2008) y diputada (periodos 2010-2014, 2014-2018 y 2018-2022); Dino, empresario y concejal por la Municipalidad de Lo Prado (periodos 2009-2012 y 2012-2016); y Cristóbal, biotecnólogo.

## Estudios y vida laboral
Estudió en el Colegio Alianza Francesa de Santiago. Posteriormente, ingresó a la Escuela de Medicina de la Universidad de Chile donde obtuvo el título de médico cirujano, en 1960. Entre 1962 y 1963, se especializó en pediatría en Francia en la Universidad de París.
Entre 1966 a 1973, trabajó en los Hospitales San Juan de Dios y Félix Bulnes, donde creó y fue jefe del Departamento de Enfermedades Respiratorias de Niños (DERN). Posteriormente, entre 1973 y 1981, fue jefe del Departamento de Enfermedades Respiratorias de Niños en el Hospital Dr. Exequiel González Cortés. Desde 1977 hasta la fecha, es profesor asociado de pediatría en la Facultad de Medicina de la Universidad de Chile donde ha dirigido numerosos cursos de posgrado en enfermedades respiratorias infantiles. A partir de los años 80, estuvo encargado del Centro de Especialistas en Enfermedades Respiratorias dependiente de la misma casa de estudios.
En 1982, inventó la aerocámara para administrar inhaladores que hoy se usa en todo el mundo. En 1990, creó e implementó el Programa Nacional de Infecciones Respiratorias Agudas (IRA), el que aún se mantiene vigente. Debido a lo anterior, ha prestado asesorías sobre IRA a autoridades sanitarias de México, Perú, Argentina y Uruguay. Junto con haber viajado a congresos científicos y ser autor de artículos sobre su especialidad publicados en Chile y en el extranjero.
Fue fundador de la Sociedad Latinoamericana de Neumonología Pediátrica y presidente de la misma, entre 1992 y 1995. Además de miembro de la Sociedad Chilena de Pediatría; de la Sociedad Chilena de Enfermedades del Tórax y Tuberculosis; de la Sociedad Chilena de Alergia e Inmunología; de la Sociedad Latinoamericana de Alergia e Inmunología; y del Consejo General del Colegio Médico.
También ha ejercido su profesión en forma particular como especialista en enfermedades bronco-pulmonares infantiles.
Es aficionado a la pintura y fue fundador del Instituto de Arte y Cultura del Colegio Médico de Chile (COLMED). En 1981, obtuvo el Primer Premio en Pintura en el Salón de Arte de los Médicos.
Es patrocinador del Programa de Formación de Especialistas Básicos, que integra a internistas, pediatras, gineco-obstetras, y psiquiatras en los consultorios del nivel primario para enriquecer el modelo de Salud Familiar. Hasta su elección como diputado, trabajó en el Hospital Dr. Exequiel González Cortés.

## Trayectoria política
En diciembre de 2005, obtuvo un cupo en la Cámara como diputado por la Región Metropolitana en representación del Partido por la Democracia (PPD), para el período legislativo 2006-2010, por el distrito N.° 18, correspondiente a las comunas de Cerro Navia, Quinta Normal y Lo Prado. 
Durante su gestión, integró las comisiones permanentes de Recursos Naturales, Bienes Nacionales y Medio Ambiente; Ciencia y Tecnología; Conducta Parlamentaria; y de Salud.
Formó parte de los grupos interparlamentarios chileno-argentino, chileno-australiano, chileno-cubano, chileno-checo, chileno-chino, chileno-ecuatoriano, chileno-finlandés, chileno-francés, chileno-italiano y chileno-turco.
Para las elecciones de diciembre de 2009, decidió no repostular a la Cámara.

## Historial electoral

### Elecciones parlamentarias de 2005
- Elecciones Parlamentarias de 2005 a Diputado por el Distrito 18 (Cerro Navia, Lo Prado y Quinta Normal)[2]